# Мар'їна Горка
Мар'їна Горка (біл. Мар’іна Горка) — місто в Мінській області Білорусі, центр Пуховицького района.

## Відомі особистості
В поселенні народився:
- Георгієвський Юрій Валентинович (* 1974) — український правник.